# Tricentrus oedothorectus
Tricentrus oedothorectus är en insektsart som beskrevs av Yuan och Xiaolong Cui 1987. Tricentrus oedothorectus ingår i släktet Tricentrus och familjen hornstritar. Inga underarter finns listade i Catalogue of Life.